# Philip Sang
Philip Sang, né le 22 juin 1950, est un athlète kényan, spécialiste du 110 mètres haies.

## Biographie
Deuxième des Jeux africains de 1978 et des Championnats d'Afrique de 1979, Philip Sang devient champion d'Afrique en 1982 au Caire dans le temps de 13 s 8, et conserve son titre deux ans plus tard à l'occasion des Championnats d'Afrique de Rabat.

### Palmarès
| Date | Compétition            | Lieu     | Résultat | Épreuve     | Temps   |
| ---- | ---------------------- | -------- | -------- | ----------- | ------- |
| 1978 | Jeux africains         | Alger    | 2e       | 110 m haies | 14 s02  |
| 1979 | Championnats d'Afrique | Dakar    | 2e       | 110 m haies | 13 s 81 |
| 1982 | Championnats d'Afrique | Le Caire | 1er      | 110 m haies | 13 s 8  |
| 1984 | Championnats d'Afrique | Rabat    | 1er      | 110 m haies | 14 s 15 |

### Records
| Épreuve     | Performance | Lieu  | Date            |
| ----------- | ----------- | ----- | --------------- |
| 110 m haies | 14 s 02     | Alger | 26 juillet 1978 |